# Piccolo (Dragon Ball)
Pour les articles homonymes, voir Piccolo.
Ne doit pas être confondu avec Petit-Cœur (Savoie).
Piccolo (ピッコロ, Pikkoro), également connu sous les noms de Satan junior, Petit-Cœur ou sous le pseudonyme de Daemon Junior (マジュニア, Majunia, littéralement « Démon Junior »), est un personnage de fiction créé par Akira Toriyama dans le manga Dragon Ball en 1984. Il apparaît pour la première fois le 9 février 1988 dans le Weekly Shōnen Jump.

## Conception

### Création du personnage
Lors de la création du personnage de Piccolo Daimaō, Akira Toriyama cherche à créer un vrai méchant. Avant Piccolo Daimaō, presque tous les méchants précédents de la série étaient considérés comme parodiques. Son rédacteur en chef, Kazuhiko Torishima, a déclaré qu'il avait présenté à Toriyama des figures historiques considérées comme mauvaises pour l'inspiration.
Kazuhiko Torishima déclare : « Là où j'ai vraiment cru que la série serait un hit, c'est au début du combat entre Piccolo Daimaō et Goku. Les ennemis que représentait Akira Toriyama étaient tous inspirés de Dr Slump et ils n'étaient pas fondamentalement méchants et cruels. Un jour, nous avons commencé à discuter sur ce qu'était un ennemi vraiment méchant. Au fil de nos conversations, je lui expliquais ce qui faisait que tel ou tel personnage historique était mauvais. Puis nous sommes tombés d'accord sur le personnage de Néron, l'empereur fou. C'était un personnage très cruel qui se délectait de la souffrance des hurlements des gens. Aujourd'hui ce personnage serait catalogué comme psychopathe [...]. L'idée a germé dans la tête de Toriyama quand il a compris que le mal, c'était d'aimer voir les autres souffrir. Il a ainsi créé le personnage de Piccolo Daimaō. Seul un personnage cruel comme Piccolo Daimaō pouvait faire ressortir le bien de Goku. »

### Ascendance
Après avoir créé Piccolo Daimaō, Dragon ball devient l'une des parties les plus intéressantes de la série et le personnage devient alors le préféré d'Akira Toryama. Bien que le développement de Piccolo qui le bascula de méchant en héros soit considérée comme un cliché par l'auteur, il déclare se sentir toujours excité en le dessinant, notant aussi que ses traits de visage l'effrayaient.
Le personnage de Piccolo est initialement supposé être, comme ses parents, un membre du clan des démons (Mazoku) ; cependant, au milieu de la série, on apprend qu'ils sont en fait des membres de la race extraterrestre appelée Nameks (Namekku- seijin). Toriyama déclare qu'il n'avait jamais pensé à faire de Piccolo un étranger jusqu'à ce que le Tout-Puissant (Kami) apparaisse. Ensuite, Akira Toriyama essaie d'apporter une cohérence en dessinant l'architecture Namekienne similaire au trône que possédait Piccolo Daimaō.

### Doublage
Dans la version originale de la série d'animes, Toshio Furukawa a été l'acteur de la voix japonaise du personnage de Piccolo adulte dans chaque média de Dragon Ball. Dans la version française, le rôle a été essentiellement assuré par Philippe Ariotti. Christopher Sabat a été la voix anglaise la plus récurrente de Piccolo à ce jour.

## Biographie fictive

### Dragon Ball

#### Origines
Le grand-père de Piccolo est Katatts, qui était un grand chef des Nameks. Vers l'an 242, il donne naissance à un fils, le guerrier à l'origine du Tout-Puissant et de Piccolo Daimaō.
Le jour du décès de Katatts en l'an 261, un changement climatique massif a lieu sur la planète Namek. Cependant, Katatts réussit à sauver son fils en l'envoyant sur la planète Terre dans un vaisseau spatial Namek avant de mourir avec presque tous les autres habitants de la planète. Le seul survivant de cette situation a été Guru, qui a progressivement restauré la population. Après sa mort, Katatts resta dans la mémoire de Guru.
Arrivé enfant sur terre, Le jeune guerrier attend ses parents pendant plusieurs mois, jusqu’à l'âge adulte. Ne voyant personne arriver, il quitte son repaire et s’entraîne pour devenir un expert en arts martiaux. Lorsqu'il nourrit le projet de devenir le dieu de la planète Terre, le précédent Dieu refuse car le mal était tapi dans son cœur. Ainsi Le guerrier se sépare de son côté maléfique, qui prend la forme du roi autoproclamé Piccolo Daimaô. Le côté absolument bon devint le Tout-Puissant. 
Piccolo Daimaô fait des ravages sur Terre pendant plusieurs années, mais il est vite arrêté dans ses ambitions de conquérir le monde après être emprisonné dans un autocuiseur par Maître Mutaïto, et se fera libérer par l'empereur Pilaf et ses hommes des centaines d'années plus tard, devenant un ennemi majeur pour Son Goku.

#### Naissance de Piccolo
Le 9 mai en l'an 753 Piccolo Daimaô affronte Goku et celui-ci le perfore d'un trou béant à travers la poitrine, le blessant mortellement. Juste avant de mourir, le roi Piccolo crache un œuf et implore son fils de venger sa mort en tuant Goku, avant de finalement succomber à ses blessures.
L'œuf du roi Piccolo est emporté le long d'une rivière, puis est finalement pris par une femme âgée. Avec son mari, ils se demandent que faire, mais avant de pouvoir décider, Piccolo éclot. Plus tard, Piccolo apparaîtra pour brûler la maison du vieux couple.

#### 23eTenkaichi Budokai
Depuis sa naissance, Piccolo veut venger son père assassiné par Son Goku. Il passe les trois années suivantes à s'entrainer intensivement.
En l'an 756, il participe au 23e Tenkaichi Budokai dans l'espoir d'affronter et battre Son Goku. Lorsque le tournoi commence, Piccolo dépasse facilement les éliminatoires jusqu'aux huitièmes de finale. De là, il affronte l'ami de Goku, Krillin en quart de finale. Durant leur combat, Krillin a finalement abandonné, réalisant qu'il ne pouvait pas battre Piccolo.
Son prochain match en demi-finale est contre un humain nommé Shen, dont Piccolo découvre qu'il est en fait le Tout-Puissant. Lorsque Shen tente de sceller Piccolo dans l'autocuiseur, Piccolo surprend tout le monde en contrant l'attaque et capture le Tout-Puissant à la place. Le seul moyen de le sauver est de tuer Piccolo, mais si cela se produit, sa mort causerait la perte du Tout-Puissant et des Dragon Ball.
Après un long et violent combat final très disputé, Son Goku réussit à battre de justesse Piccolo et lui laisse la vie sauve. Avant de quitter le tournoi, Piccolo n'a cependant que peu de gratitude pour cet acte et continuera de poursuivre son envie de tuer Goku et conquérir le monde.

### Dragon Ball Z

#### Saga des Saiyans
Piccolo s'entraîne très durement pendant les cinq années suivantes, toujours dans le but de surpasser Son Goku et le tuer.
Goku vit désormais avec Chichi au fin fond du Mont Paozu, et devenu papa d'un petit garçon de quatre ans, Gohan. Piccolo a depuis continué à s'entraîner pour atteindre son objectif, mais un jour il a une brève confrontation avec un mystérieux guerrier (Raditz), doté d'un Scouter, qui veut voir Piccolo car il possède une grande puissance comparé aux autres habitants de la planète Terre et prête à confusion avec son frère qu'il recherche: un dénommé Kakarot (Goku). En admiration totale devant l'arrivée soudaine de cet étranger, Piccolo demande à connaître les intentions de celui-ci et l'attaque, en vain. Avant que Raditz ne puisse a son tour attaquer Piccolo, son Scouter détecte une autre force de niveau de puissance, et laisse en plan Piccolo tremblant de peur. Puis le mystérieux guerrier se dirige vers sa véritable cible, qui s'est avéré être Goku. Il le poursuit discrètement à Kamé House alors que Goku présente son fils à ses amis. Piccolo est présent lors des terribles révélations sur Son Goku en écoutant toute la conversation grâce à ses fortes capacités auditives. Lorsque Raditz s'en va avec Gohan et laisse Son Goku réfléchir à sa proposition de s'allier, Piccolo fait son apparition et propose à son plus grand rival d'affronter Raditz, dans l'intention de reprendre sa lutte avec Goku par la suite.
Une fois que Goku et Piccolo arrive en face de Raditz, celui-ci les attaque d'un enchaînement facile, malgré la relative rapidité de Goku et Piccolo sans leurs poids d’entraînements. Lorsque la bataille commence, Raditz déclenche deux vagues d'énergie vers le bas à Goku et Piccolo. Goku esquive de justesse, mais Piccolo a moins de chance et perd son bras gauche par désintégration.
La bataille a l'air d'être sans espoir, Piccolo demande à Goku s'il a développé de nouvelles techniques, Goku répond qu'il n'en a pas ; sous les moqueries de Piccolo, il révèle qu'il a développé une technique, qui était de base de tuer Goku, mais se fera une joie de la tester sur celui-ci une prochaine fois. Piccolo demande alors à Goku d'occuper Raditz, le temps de former sa technique, et déclare que l'attente en vaudra la peine. Alors que Goku commence à perdre l'avantage au combat seul à seul contre Raditz, Piccolo lui finit de charger et lance son attaque, qui effleure son épaule, n'enlevant qu'un petit fragment de son armure. Raditz découvre durant la bataille, les niveaux de puissance de Goku et Piccolo qui ont la possibilité d'augmenter au-dessus de 1000, ce que Raditz ignorait au début. Lorsque tout espoir semblent perdu, pendant que Raditz frappe Goku, le jeune fils de Goku, Gohan, intervient (après avoir détruit la capsule dans laquelle il était); poussé par ses émotions, Gohan endommage l'armure de Raditz et le blesse considérablement en lui écrasant la poitrine. Après la furtive apparition de Son Gohan, Goku maîtrise Raditz (ne pouvant plus se défendre après l'attaque de Gohan). Piccolo réalise de nouveau sa technique et tue en les transperçant Raditz et Son Gokû par la même occasion.
Avant de mourir, cependant, Piccolo parle à Raditz des pouvoirs des Dragon Balls. Raditz révèle que deux autres Saiyans plus puissants, Nappa et Vegeta, arriveront sur Terre dans un an alertés par sa mort, ensuite Piccolo achève Raditz ; Lorsque Goku meurt peu de temps après, son corps disparaît mystérieusement ; Piccolo confirme l'intervention du Tout-Puissant.
Piccolo décide alors d'entraîner le petit Son Gohan qui a déployé une force incroyable malgré son jeune âge, cette action remarquée par Le Tout-Puissant qui soupçonne que Piccolo est en train de changer.
Quand les Saiyans Vegeta et Nappa arrivent sur Terre, ils se retrouvent face aux amis de Goku : Krillin, Chaozu, Ten Shin Han, Yamcha, Piccolo et Son Gohan. (Goku allait revenir à la vie sur Terre, mais il lui faudra plusieurs heures pour arriver).
Piccolo apprend bientôt des Saiyans qu'il est un Namekien et vient d'une planète appelée Namek, plutôt qu'un démon comme il le croyait auparavant. Les Saiyans commencent ensuite le combat en faisant pousser six Saibamen, de petits extraterrestres humanoïdes cultivés à partir du sol qui ont tous des niveaux de puissance égaux à 1200 de Raditz, qu'ils demandent de combattre dans un tournoi simulé. Les Saibamen sont tous détruits, bien que Yamcha soit tué au combat lorsque l'un d'eux réussit à le saisir et à s'autodétruire. Piccolo détruit le dernier Saibaman restant qui avait attaqué Gohan, avec un coup de poing dans l'estomac, suivi d'un souffle dans la bouche, le désintégrant. Cette attaque étonnera Ten Shin Han.
Une fois les Saibamen éliminés, et dans le combat qui s'ensuit, Nappa entre au combat. Chaozu et Ten Shin Han périssent de ses mains. Piccolo s'est montré d'un grand secours grâce à sa puissance et son expérience : en éliminant un Saibaiman qui a résisté à Nappa en deux coups avec Krilin, et en élaborant des stratégies qui s'avèrent toutefois infructueuses. Mais malgré le plan d'attaques d'équipe entre Piccolo Krillin et Gohan, Nappa semble invincible. Vegeta accorde trois heures de pause, curieux de connaitre le fameux Son Goku dans lequel il place tous leurs espoirs. Une fois que la bataille reprend, Piccolo, Krillin et Gohan retente à nouveau d'attaquer Nappa, après que celui-ci ait révélé que lui et Vegeta étaient immunisés contre le handicap de leur queue de singe. Pour en savoir plus des dragon balls, Vegeta ordonne a Nappa de ne pas tuer Piccolo. Mais Piccolo se sacrifie pour sauver Gohan d'une attaque mortelle de Nappa. La mort de Piccolo a également produit le décès du Tout-Puissant, car ils étaient autrefois un seul être, et donc si l'un meurt, l'autre aussi. Furieux, Son Gohan utilise pour la première fois dans une bataille le Masenkô, mais en vain. Son Goku qui vient d'être ressuscité met hors d'état de nuire Nappa et Vegeta l'élimine froidement en raison de son incompétence. 
Après le périple avec les Saiyans qui se finit par la fuite de Vegeta. Gohan, Krillin et Bulma se dirigent vers la planète Namek pour localiser ses Dragon Balls afin qu'ils puissent ressusciter leurs amis Piccolo, Yamcha, Ten Shin Han et Chaozu, ainsi que de restaurer les Dragon Balls de la planète Terre.

#### Freezer
Après sa mort, Piccolo a été autorisé à s'entraîner au coté du Roi Kaio du Nord avec Ten Shin Han, Chaozu, et Yamcha. Piccolo contacte Son Gohan (via la télépathie du Roi Kaio) après que celui-ci ait rassemblé avec Krillin et Dende les Dragon Balls de la planète Namek. Il leur demande d'invoquer le Dragon Namekian, Polunga, en exauçant de le ressusciter avec le premier souhait, de revenir à la vie.kami sama donc ressuscité en même temps que piccolo, fait revenir les Dragon Balls de la Terre qui reviendront immédiatement aux côtés du Tout-Puissant, permettant ainsi de faire des vœux de ramener Ten Shin Han, Chaozu et Yamcha.le second souhait sera que piccolo vienne sur namek pour se battre contre freezer.le 3eme vœux sera ni non exausable car le grand chef meurt.
Une fois arrivé sur sa planète d'origine, à un lieu aléatoire (Gohan n'ayant pas précisé où sur Namek il devrait être envoyé). Après s'être remis du choc initial de voir pour la première fois sa patrie étrangement familière et ressentir la souffrance de son peuple, Piccolo se dirige vers une grande source d'énergie, croyant que c'est Freezer. Durant son vol, il passe au-dessus d'un Peuple Namekian décimé, et se dirige vers un guerrier de Namek qui s'appelle Nail. Et ils commencent à converser. Nail propose à Piccolo de se joindre avec lui. Au début, Piccolo refuse, mais Nail explique que Piccolo ne perdra pas sa personnalité, il ne ressentira que le pouvoir acquis de la fusion. Piccolo accepte à contrecœur, et une fois la fusion terminée, il est étonné par son nouveau pouvoir impressionnant et se précipite vers l'emplacement de Freezer.
Lorsque Piccolo arrive en cours de bataille entre Gohan, Krillin et Vegeta (qui s'étaient rebellés contre Freezer). Piccolo affronte alors Freezer avec sa nouvelle puissance et rivalise avec celui-ci dans sa 2e forme, mais il est vaincu lorsqu'il se métamorphose de nouveau. Piccolo est grièvement blessé après avoir été battu par Freezer.
Plus tard, il aide Son Goku à réaliser le Genki Dama en attaquant Freezer dans sa forme finale, mais il est a nouveau gravement blessé par ce dernier lorsqu'il reprend conscience.
Gohan transporte Piccolo hors du champ de bataille alors que Goku et Freezer s'affrontent sur la planète Namek. Piccolo est guéri par Dende après avoir été envoyé avec les autres sur Terre.
Après la bataille de Goku et Freezer, lorsque leur peuple trouve une planète appropriée pour être une nouvelle planète des Namekian, Piccolo refuse d'aller avec eux, et il préfère rester sur Terre, et souhaite plutôt continuer à s'entraîner afin de devenir plus puissant.
Un an après les événements de Namek, Piccolo a senti la présence de Freezer et un autre puissant guerrier se dirigeant vers la Terre. Il se dirige ensuite vers la zone où il a détecté qu'ils allaient atterrir, et est rejoint par Vegeta, Yamcha, Plume, Bulma, Ten Shin Han, Chaozu, Krillin et Gohan. Le désespoir s'installe dans le groupe alors qu'ils se rendent compte qu'ils ne peuvent pas faire grand chose contre des ennemis aussi puissants.
Peu de temps après que Freezer et son père, Roi Cold, débarquent sur Terre, ils sont confrontés à un jeune guerrier mystérieux, qui se révèle être un Super Saiyan et détruit presque sans effort le duo père-fils avec leurs serviteurs. Piccolo et les autres suivent le jeune, qui leur disent quand et où Goku arrivera. Tout comme le garçon l'avait prédit, Goku atterrit et le garçon s'entretient avec lui en privé, bien que l’ouïe de Piccolo lui permet d'écouter la conversation, il rapporte le récit de Trunks concernant les cyborgs (ne révèle rien au sujet du futur Trunks) et informe le reste du groupe de la menace des Cyborgs afin de s'y préparer.

#### Les Cyborgs
Sur Terre, après la défaite du tyran devant Son Goku, Piccolo s'entraîne avec Son Goku et Son Gohan en vue du combat contre les cyborgs. Cependant, durant leur entraînement Piccolo a également été forcé avec Goku de passer leur permis de conduire afin que Chi-Chi n'ait pas à faire autant de tâches.
Trois ans se sont écoulés, Piccolo et les autres attendant l'apparition des Cyborgs à l'heure indiquée. Bulma est venue au rendez-vous pour voir les cyborgs avec son bébé, Trunks, dont le père est Vegeta. Gohan fait la remarque qu'étant Cyborgs, ils ne possède pas de ki. Piccolo et les autres entrent dans la ville pour les chercher, mais ne savent pas à quoi ressemblent les Cyborgs. Quand soudain, une grosse baisse du ki de Yamcha et une fois arrivé voir Yamcha le découvre gravement blessé avec un trou dans l'intestin. Goku propose et conduit les Cyborgs à un endroit différent de la ville. Les Cyborgs choisissent de se battre dans une région isolé remplie de collines rocheuses. Piccolo suppose qu'ils ont choisi l'emplacement afin de pouvoir s'échapper vers les collines si le combat ne se déroule pas à leur avantage.
Avant que la bataille ne commence, les androïdes expliquent qu'ils observent Goku après avoir anéanti l'armée du ruban rouge de sa bataille avec Vegeta (les Cyborgs ne connaissaient pas sa capacité à aller Super Saiyan). Une fois le combat commencé entre Goku et le Cyborg 19, Piccolo est surpris après la transformation de Goku en Super Saiyan sa puissance est bien inférieure à ce qu'elle devrait être. Bien que Goku semble gagner au début du combat, il perd rapidement son énergie en raison de sa maladie cardiaque.
Alors que Son Goku, affaibli par sa maladie, est sur le point d'être tué par le Cyborg 19, Piccolo et les autres tentent d'intervenir, mais le Cyborg 20 les en empêchent et blesse Piccolo avec ses rayons oculaires (révélant qu'il faisait semblant d'être blessé afin d'attaquer les Cyborgs par surprise). Alors que la situation était a l'avantage des Cyborgs, Vegeta intervient, se transforme en Super Saiyan sous les yeux ébahis de tous. Ainsi Vegeta élimine rapidement le Cyborg 19. Piccolo, grâce à son entraînement, domine facilement C-20 et lui coupe un bras droit. Mais distrait par l'arrivée de Trunks, qui annonce qu'il ne connaît pas ces cyborgs. Le Cyborg 19 et le Cyborg 20 ne sont pas les cyborgs dont Trunks avait annoncé l’arrivée. L’histoire s’éloigne de celle racontée par Trunks. Piccolo n'achève pas C-20 et celui-ci parvient d'abord à s'enfuir dans les collines rocheuses puis se rend finalement à son laboratoire. Piccolo prononce son nom à voix haute. Végéta comprend alors qu’il s’agit de son fils venu du futur. Bulma reconnaît en le Cyborg 20 le Dr Gero. Le Cyborg 20 a profiter de l’arrivée de Bulma et du faite que le groupe baisse sa garde, à annoncer qu’il va à son laboratoire puis libérer les Cyborg 17 et 18. Dans la bataille qui s'ensuit, Piccolo est vaincu en seulement deux coups par C-17.
Krillin donne à chacun des Senzu, et une fois guérie de ses blessures, Piccolo déclare avoir une idée, krillin demande si Piccolo a des plans pour vaincre les cyborgs, mais Piccolo par la colère déclare qu'il était jamais leur ami et cherche toujours à conquérir le monde et s'envole brusquement vers le palais du Tout-Puissant.

#### Cell
Conscient de son infériorité, il veut alors redevenir le Namek qu'il était à l'origine pour pouvoir vaincre les cyborgs. Il se rend alors chez le Tout-Puissant qui pressent un grand danger plus important que les cyborgs : Cell.
Il fusionne avec le Tout-Puissant, même si finalement cela s'apparente plus à une absorption de l'énergie du Tout-Puissant, son physique et surtout son caractère restant les mêmes. Sa personnalité démoniaque a été effacée, laissant place à une âme pure. Il devient beaucoup plus puissant qu'un Super Saiyan. Il rencontre Cell, qui vient de commettre un carnage dans une ville. Piccolo prend nettement le dessus mais Cell s'enfuit en utilisant le taiyoken.
Puis il combat de nouveau C-17 dans un des combats les plus violents de la série. Cette fois-ci, il démontre un pouvoir égal au cyborg mais commence à se fatiguer face à son endurance inépuisable. Durant le combat, Piccolo utilise une technique d'encerclement de kikohas qui aurait pu détruire le cyborg s'il ne possédait pas lui-même un bouclier énergétique. Toutefois Cell, qui a absorbé beaucoup d'humains arrive sur les lieux du combat, car il a ressenti l'énergie déployée par Piccolo. Malgré sa puissance, qui fait de lui un Super Namek, Piccolo est vaincu lors de ce deuxième combat contre Cell.
Les combats contre Cell et C-17 marquent les derniers moments où Piccolo tient encore un rôle important en sa qualité de combattant.

#### Saga Boo
Par la suite, étant moins puissant que Son Goku et Vegeta, il aura davantage un rôle de conseiller.
Lors du Tenkaichi Budokaï il tomba contre Kaïo Shin au premier tour du tournoi, ayant connaissance de la nature divine de Shin, Piccolo abandonna le combat avant même qu'il ne commence.
Après la mort de Vegeta, il prend en charge Trunks et Son Goten dans la salle d'entraînement afin qu'ils puissent fusionner et devenir Gotenks. On le retrouve alors fidèle à lui-même, sans patience ni humour, ce qui donne lieu à des séquences plutôt drôles en présence des deux petits.

### Dragon Ball Super
Quatre ans après la victoire face à Boo, Beerus, le dieu de la destruction, se réveille après trente-neuf ans d'hibernation. Accompagné de Whis, son compagnon de toujours et son maître, il part à la recherche du Super Saiyan divin que le Poisson Oracle lui avait prédit. Après avoir rencontré et battu Son Goku en seulement deux coups, le Saiyan n'ayant aucune connaissance du Super Saiyan divin, Beerus se rend sur Terre pour interroger Vegeta à ce sujet. Ils débarquent à l'improviste sur le bateau où Bulma organise son anniversaire. Toute la Z-Team y est conviée, Piccolo y compris. Mais la fête vire au cauchemar, car Boo refuse de partager ses flans avec le dieu de la destruction, provoquant sa colère. La Z-Team est dépassée par la puissance du dieu jusqu'à l'arrivée de Son Goku. Aidé par Son Gohan, Trunks, Son Goten, Vegeta et Videl (qui leur apprend qu'elle est enceinte), Son Goku réussit à devenir le Super Saiyan divin que Beerus recherchait et propose au dieu un combat singulier. Le combat entre les deux guerriers devient intense et équilibré jusqu'à ce que Son Goku perde ses nouveaux pouvoirs, ce qui tourne à l'avantage de Beerus. Beerus lance une énorme boule de feu pour détruire la Terre, mais Son Goku parvient à l'arrêter, perdant hélas le combat. Beerus ayant promis de ne pas détruire la Terre si Son Goku l'emportait, décide tout de même de mener son projet à bien, mais trop épuisé par son combat, s'endort.
Neuf mois plus tard, Pan, la fille de Son Gohan et Videl, vient enfin au monde. Mr Satan vient rencontrer sa petite-fille, accompagné de Chichi. De son côté, Son Goku poursuit son travail d'agriculteur, mais vient aussi rendre visite à sa petite-fille, tout en apprenant que Vegeta est parti s'entraîner avec Whis depuis six mois. Le Saiyan demande à Whis de le prendre comme disciple et ce dernier accepte. Son Gohan et Videl sortis faire quelques courses, Piccolo se voit chargé de s'occuper de la petite Pan.
Lorsque Champa, le dieu de la destruction de l'univers 6 et frère de Beerus, organise un Tenkaichi Budokai contre l'univers 7, Piccolo est recruté pour combattre. Il fait face à Frost, l'équivalent de Freezer, après la défaite de Son Goku. Il finit par perdre son combat après l'utilisation d'une toxine par Frost.
Il participe au recrutement pour le tournoi lorsque Son Goku cherche dix combattants pour participer au tournoi du pouvoir. Son Gohan demande à son ancien maître de l'entraîner afin de retrouver sa puissance d'avant. Piccolo accepte et réussit l'exploit. Il propose même à Son Gohan de l'entraîner jusqu'au dernier instant avant le début du tournoi afin d'accroître encore plus sa puissance.
Durant le tournoi, Piccolo est principalement vu en binôme avec Son Gohan contre d'autres adversaires et plus particulièrement contre deux Nameks de l'univers 6. Alors qu'il ne reste que quatre univers sur l'arène, un guerrier microscopique de l'univers 4 parvient à attaquer Piccolo par derrière et le faire tomber de l'arène.

## Autres médias

### Dragon Ball Super: Broly
Il ne participe pas au combat contre Broly, conscient qu'il n'est clairement pas de taille face à un Saiyan de sa trempe. Avec l'aide de Son Goku, il apprend les mouvements de la fusion à Vegeta.

### Dragon Ball Super: Super Hero
Dans ce film, Piccolo entraîne Pan à voler dans les airs. Ensuite, il se fera attaquer par un cyborg du nom de Gamma 2. Ce dernier étant plus fort que lui, Piccolo réunit alors les Dragon Balls et demande à Shenron d'éveiller son potentiel, comme Saichorōshi, l'ancien grand chef des Nameks, l'avait fait pour Krilin et Son Gohan. Le dragon sacré exaucera son souhait, et dit qu'il lui a même ajouté un "petit bonus". Piccolo se déguisera alors en un soldat de l'armée du Ruban Rouge pour infiltrer leur base et découvrir ce qu'ils manigancent. Il apprend que le Docteur Hedo (le petit-fils du Docteur Gero) a créé Gamma 2 (le cyborg qui l'a attaqué plus tôt) et son frère jumeau, Gamma 1. Il apprend aussi que sur ordre de Magenta, le nouveau chef de l'armée du Ruban Rouge, Hedo, a fabriqué une version améliorée de Cell, appelé Cell-Max. Leur but est alors de kidnapper Pan, afin d'attirer Son Gohan et de le faire combattre contre Cell-Max. Piccolo, toujours déguisé, se porte volontaire pour kidnapper Pan, voyant là une bonne occasion pour que Gohan retrouve sa pleine puissance en combat. Une fois Pan kidnappée, Gohan arrive, et s'engage alors un combat entre lui et Gamma 1. Piccolo sortira de sa couverture et affrontera à nouveau Gamma 2, venu prêter main-forte à Gohan. Malgré son potentiel éveillé, Gamma 2 se montre toujours plus puissant que Piccolo. C'est alors que le "bonus" dont parlait Shenron plus tôt à Piccolo s'active automatiquement, lui permettant de gagner considérablement en puissance. Ce gain de puissance a pour effet de provoquer d'énormes changements sur son physique tout en le renforçant par la même occasion. Il décide plus tard d'appeler cette transformation "Piccolo Orange". Il parvient à mettre Gamma 2 au tapis grâce à elle.

Cependant, Magenta active Cell-Max, qui se met aussitôt à dominer tous ses adversaires. Trunks, Son Goten, C-18 venus en renfort, seront ensuite rejoints par Krilin pour tenter de détruire le point faible de la créature (qui se trouve au milieu de son crâne). Piccolo Orange eut l'idée de recourir à l'agrandissement afin de faire jeu égal avec Cell-Max. Malgré la puissance dont ils font preuve, et avec l'aide de Gamma 1 et 2 (qui se sont finalement alliés aux héros), cela ne suffira pas à le vaincre. Gamma 2 meurt en se sacrifiant. Ce sera finalement Son Gohan qui détruit Cell-Max, après avoir développé une nouvelle transformation en étant en forme Ultime, et  à coup de Makankô Sappô. Après la victoire contre Cell-Max, Hedo et Gamma 1 se font recruter par Bulma pour travailler à la Capsule Corporation après la base du Ruban Rouge entièrement détruite.

### Dragon Ball GT

#### Baby
Piccolo, ayant détecté une puissance maléfique, il décide d'aller voir ce qui se passe. Le bébé mutant a pris possession du corps de Son Gohan. Puis surgit le Makanko sappo. L'attaque passe juste à côté de l'ennemi. Le Namek sait que Son Gohan est possédé. Baby Son Gohan envoie un Kamé Hamé Ha. Piccolo semble mort étant touché et désintégré mais pourtant il survit avec de la chance. Après la défaite de Baby, il se sacrifie lorsque la Terre explosa pour détruire les Dragon Balls qui apportait des malheurs à la planète bleue.

#### Super C-17
Il aidera Son Goku à sortir des Enfers grâce à une fusion par télépathie avec Dendé pour ouvrir une porte entre l'Autre-Monde et la Terre. C'est grâce à lui en majeure partie si la Terre a été sauvée.

#### Contre les Dragons maléfiques
Piccolo sera le protecteur des Enfers en faisant appliquer les règles. Il se battra contre un monstre et gagne avec un seul coup. Puis vint Son Goku qui s'arrête en Enfer lui disant un dernier au revoir en se serrant la main puis dit à Piccolo qu'il sortira un jour de l'Enfer.

## Description

### Apparence
Piccolo est un Namek donc il a la peau verte et possède deux antennes. Ses bras ont des parties rosées. Il porte un turban, une cape blanche qu'il enlève quand il combat et une combinaison de combat violette. Il ne s'habille en terrien qu'une seule fois. C'est un Namek guerrier. Piccolo ainsi que les autres Nameks ont quatre doigts à chaque main dans le manga, contre cinq dans l'animé.

### Famille
Il est le fils du démon Piccolo, qui a pondu son œuf juste avant de mourir, après avoir été battu par Son Goku. Son nom signifie en Namek « d'un autre monde ».
Arbre généalogique
|               |               |               |               |               |               | Katatts        |                |                |                |                |                |               |               |               |               |               |               |        |        |      |      |      |      |      |      |
|               |               |               |               |               |               |                |                |                |                |                |                |               |               |               |               |               |               |        |        |      |      |      |      |      |      |
|               |               |               |               |               |               | Namek sans nom | Namek sans nom | Namek sans nom | Namek sans nom | Namek sans nom | Namek sans nom |               |               | {{{}}}        | {{{}}}        | {{{}}}        | {{{}}}        | {{{}}} | {{{}}} |      |      |      |      |      |      |
|               |               |               |               |               |               | Namek sans nom | Namek sans nom | Namek sans nom | Namek sans nom | Namek sans nom | Namek sans nom |               |               | {{{}}}        | {{{}}}        | {{{}}}        | {{{}}}        | {{{}}} | {{{}}} |      |      |      |      |      |      |
|               |               |               |               |               |               |                |                |                |                |                |                |               |               |               |               |               |               |        |        |      |      |      |      |      |      |
| Tout-Puissant | Tout-Puissant | Tout-Puissant | Tout-Puissant | Tout-Puissant | Tout-Puissant |                |                |                |                |                |                | Démon Piccolo | Démon Piccolo | Démon Piccolo | Démon Piccolo | Démon Piccolo | Démon Piccolo |        |        |      |      |      |      |      |      |
| Tout-Puissant | Tout-Puissant | Tout-Puissant | Tout-Puissant | Tout-Puissant | Tout-Puissant |                |                |                |                |                |                | Démon Piccolo | Démon Piccolo | Démon Piccolo | Démon Piccolo | Démon Piccolo | Démon Piccolo |        |        |      |      |      |      |      |      |
|               |               |               |               |               |               |                |                |                |                |                |                | Piccolo       | Piccolo       | Piccolo       | Piccolo       | Piccolo       | Piccolo       |        |        | Nail | Nail | Nail | Nail | Nail | Nail |
|               |               |               |               |               |               |                |                |                |                |                |                | Piccolo       | Piccolo       | Piccolo       | Piccolo       | Piccolo       | Piccolo       |        |        | Nail | Nail | Nail | Nail | Nail | Nail |

### Personnalité
Depuis son enfance, il a hérité du caractère de son père. Jusqu'au Tenkaichi Budokai, il sera presque aussi cruel que son père (en effet jusqu'au face à face avec Son Goku, il se contrôle et respecte les règles et sauve même un enfant d'un éboulement juste avant le tournoi). Après, sa cruauté reprend le dessus, jusqu'à ce qu'il soit battu où s'ensuivra une période de paix. Son comportement commence à changer lors de l'arrivée de Raditz. En effet, il s'associe avec Son Goku sous le prétexte que c'est à lui que revient de dominer le monde, puis à la suite de sa victoire, qui a quand même mené au sacrifice du Saiyan, il prend en charge son fils Son Gohan pour l'entraîner. Auprès de ce dernier, il changera radicalement car, pour la première fois de sa vie, quelqu'un tient à lui et le considère non comme un monstre, mais comme un ami, voire un père. Il en sera lui-même étonné, allant jusqu'à sacrifier sa vie pour le petit pendant le combat contre Nappa & Vegeta. Sa relation avec Son Gohan est tellement forte, qu'ils ont développé un lien télépathique leur permettant de savoir, quelle que soit la distance qui les sépare, quand l'un ou l'autre est en danger. Depuis, il rejoindra les héros dans la défense de la Terre, puis lors de la saga Cell, le Tout-Puissant acceptera de fusionner avec lui, ce qui effacera son côté diabolique pour ne laisser qu'un Piccolo ouvert d'esprit et, bien qu'il médite seul, s'intègre au groupe de la Z Team.
L'une des rares choses pouvant le rendre vraiment furieux est de s'en prendre à ce qu'il a de plus cher au monde : Son Gohan, qu'il considère comme son propre fils.
Son principal point fort est son sens tactique. À plusieurs reprises, il arrive à tenir tête à des adversaires plus forts que lui. Il arrive notamment à tenir tête à Nappa suffisamment longtemps pour permettre l'arrivée de Son Goku. Il a également conçu un plan qui aurait pu venir à bout à coup sûr de Boo s'il n'avait pas été si puissant.
Piccolo, comme tous les autres Nameks, a la capacité de régénérer ses membres s'ils sont coupés. Il peut également les allonger. Comme tous les Nameks, il a simplement besoin de boire pour vivre.
Piccolo montre par ailleurs des aptitudes psychiques significatives. À la fin de la série, il est moins puissant que les Saiyans, mais il peut combler ce déficit en faisant preuve d'une plus grande intelligence que ses adversaires, à l'image du combat de Gotenks contre Boo dans la salle de l'Esprit et du Temps du palais de Dendé où il promène Boo dans tout le palais pour faire gagner du temps à Trunks et Son Goten afin qu'ils soient parfaitement préparés pour la fusion. D'ailleurs, on s'aperçoit des qualités intellectuelles de Piccolo au vu du regain d'intelligence de Boo après que celui-ci l'ait absorbé avec Gotenks et Son Gohan lors du combat contre Vegeto, le guerrier natif de la fusion entre Son Goku et Vegeta.
Après les événements de la défaite de Boo, Piccolo s'intègre totalement au cercle de Gokū et commence à mener une vie sociable. Le Namek assisté au mariage de Gohan et plus tard, il s'occupera très souvent de la petite Pan (fille de Son Gohan) lorsque le père de celle-ci et Videl (mère de Pan) s'absenteront. Il prend en charge l'entraînement de Son Gohan afin que celui-ci retrouve ses aptitudes passées de grand guerrier.

### Techniques
- Agrandissement
- Aibīmu
- Buku Jutsu
- Chō bakuretsu ma-ha
- Makanko sappo
- Kakusanyūdōkōdan
- Sai Sei
- Gekiretsu Kōdan
- Mafuba

### Transformations
- Piccolo Orange : il obtient cette forme dans le film Dragon Ball Super: Super Hero. Sous cette forme, Piccolo devient beaucoup plus résistant et son visage est plus musclé. Sa peau adopte une coloration légèrement orangée et son ki aussi, par la même occasion.

### Puissance
- Saga Raditz
  - 322 (avec vêtements lourds)[7],[8],[9]
  - 408 (sans vêtements lourds)[7],[8],[9]
  - 1 330 (1er Makanko sappo)[7],[8],[10],[11]
  - 1 480 (2e Makanko sappo)[8],[12]
- Après Raditz
  - 329 (avec vêtements lourds)[13],[8]
- Nappa et Vegeta
  - 1 220 (dissimulée)[13],[14]
  - 3 500 (maximum)[15]
- Saga Freezer
  - 1 000 000 (fusion avec Nail)[15]

## Œuvres où le personnage apparaît

### Manga
- 1984 : Dragon Ball

### Séries
- 1986 : Dragon Ball
- 1989 : Dragon Ball Z
- 1996 : Dragon Ball GT
- 2009 : Dragon Ball Z Kai
- 2015 : Dragon Ball Super

### Films
- 1989 : Dragon Ball Z : À la poursuite de Garlic
- 1990 : Dragon Ball Z : Le Robot des glaces
- 1990 : Dragon Ball Z : Le Combat fratricide
- 1991 : Dragon Ball Z : La Menace de Namek
- 1991 : Dragon Ball Z : La Revanche de Cooler
- 1992 : Dragon Ball Z : Cent mille guerriers de métal
- 1992 : Dragon Ball Z : L’Offensive des cyborgs
- 1993 : Dragon Ball Z : Broly le super guerrier
- 1993 : Dragon Ball Z : Les Mercenaires de l’espace
- 2013 : Dragon Ball Z: Battle of Gods
- 2015 : Dragon Ball Z : La Résurrection de ‘F’
- 2018 : Dragon Ball Super: Broly
- 2022 : Dragon Ball Super : Super Hero

### Téléfilm
- 1993 : Dragon Ball Z : L’Histoire de Trunks

### OAV
- 1992 : Dragon Ball Z : Réunissez-vous ! Le Monde de Gokû
- 1993 : Dragon Ball Z : Le Plan d’anéantissement des Saïyens
- 2008 : Dragon Ball : Salut ! Son Gokû et ses amis sont de retour !!

### Film en prise de vues réelles
- 2009 : Dragonball Evolution

### Jeux vidéo
- Dragon Ball: Daimaō fukkatsu
- Dragon Ball 3: Gokū den
- Dragon Ball Z: Kyōshū! Saiyajin
- Dragon Ball Z II: Gekishin Freeza!!
- Dragon Ball Z: Gekitō tenkaichi budōkai
- Dragon Ball Z 3: Ressen jinzōningen
- Dragon Ball Z: Super Saiya Densetsu
- Dragon Ball Z: Super Butōden
- Dragon Ball Z gaiden: Saiyajin zetsumetsu keikaku
- Dragon Ball Z : La Légende Saien
- Dragon Ball Z (jeu vidéo, arcade)
- Dragon Ball Z : L'Appel du destin
- Dragon Ball Z 2: Super Battle
- Dragon Ball Z : Ultime Menace
- Dragon Ball Z: Idainaru Son Gokū densetsu
- Dragon Ball Z: Chō Gokū-den - Totsugeki-hen
- Dragon Ball Z: Chō Gokū-den - Kakusei-hen
- Dragon Ball Z: V.R.V.S.
- Dragon Ball Z: Ultimate Battle 22
- Dragon Ball Z: Shin butōden
- Dragon Ball Z: Hyper Dimension
- Dragon Ball Z: The Legend
- Dragon Ball: Final Bout
- Dragon Ball Z : L'Héritage de Goku
- Dragon Ball Z : Les Guerriers légendaires
- Dragon Ball Z: Budokai
- Dragon Ball Z : L'Héritage de Goku 2
- Dragon Ball Z: Budokai 2
- Dragon Ball Z: Taiketsu
- Dragon Ball Z: Supersonic Warriors
- Dragon Ball Z: Buu's Fury
- Dragon Ball: Advanced Adventure
- Dragon Ball Z: Budokai 3
- Dragon Ball Z: Sagas
- Dragon Ball GT: Transformation
- Dragon Ball Z: Budokai Tenkaichi
- Dragon Ball Z: Supersonic Warriors 2
- Super Dragon Ball Z
- Dragon Ball Z: Budokai Tenkaichi 2
- Dragon Ball Z: Shin Budokai 2
- Dragon Ball Z: Goku densetsu
- Dragon Ball Z: Budokai Tenkaichi 3
- Dragon Ball Z: Burst Limit
- Dragon Ball: Origins
- Dragon Ball Z: Infinite World
- Dragon Ball Z: Attack of the Saiyans
- Dragon Ball: Revenge of King Piccolo
- Dragon Ball: Raging Blast
- Dragon Ball Online
- Dragon Ball: Origins 2
- Dragon Ball Z: Tenkaichi Tag Team
- Dragon Ball Heroes
- Dragon Ball: Raging Blast 2
- Dragon Ball Kai: Arutimetto butōden
- Dragon Ball Z: Ultimate Tenkaichi
- Dragon Ball: Zenkai batoru roiyaru
- Dragon Ball Z for Kinect
- Dragon Ball Heroes: Ultimate Mission
- Dragon Ball Z: Battle of Z
- Dragon Ball Heroes: Ultimate Mission 2
- Dragon Ball Xenoverse
- Dragon Ball Z: Extreme Butōden
- Dragon Ball Z: Dokkan Battle
- Dragon Ball Fusions
- Dragon Ball Xenoverse 2
- Dragon Ball Heroes: Ultimate Mission X
- Dragon Ball FighterZ
- Dragon Ball Z: Bucchigiri Match
- Dragon Ball Legends
- Dragon Ball Z: Kakarot
- Dragon Ball: The Breakers
- Jump Super Stars
- Jump Ultimate Stars
- Battle Stadium D.O.N
- Dragonball Evolution (jeu vidéo)
- J-Stars Victory Vs
- Jump Force